# Misaki (Osaka)
Pour les articles homonymes, voir Misaki.
Misaki (岬町, Misaki-chō) est un bourg du district de Sennan, dans la préfecture d'Osaka, au Japon.

## Géographie

Misaki au sein de la préfecture d'Osaka.

Le bourg de Misaki est situé à l'extrême sud-ouest de la préfecture d'Osaka, au bord de la baie d'Osaka.

## Démographie
Au 1er février 2016, sa population s'élevait à 15 876 habitants répartis sur une superficie de 49,18 km2.

## Transports
Le bourg est desservi par la ligne Tanagawa et la ligne principale de la compagnie Nankai.